# Philaenus quadriguttatus
Philaenus quadriguttatus is een halfvleugelig insect uit de familie Aphrophoridae. De wetenschappelijke naam van deze soort is voor het eerst geldig gepubliceerd in 1801 door Weber.